# Revenge (британская группа)
Revenge — британская рок-группа, основанная Питером Хуком, бас-гитаристом New Order. Revenge играли эклектичный техно-рок и записали один студийный альбом. Все вокальные партии исполнялись Хуком.

## История
В 1989 году музыканты New Order решили взять перерыв в совместной деятельности и в последующие десять лет коллектив находился фактически в ситуации роспуска, лишь эпизодически собираясь и тут же расходясь. Каждый из четырёх членов группы занялся своими сторонними проектами. Первым, кто выпустил новый материал, стал Питер Хук и его группа Revenge, выпустившие в ноябре 1989 года сингл «7 Reasons». Revenge были поначалу трио, состоявшее из Хука (бас-гитара; вокал), Хикса (гитара) и Джонса (клавишные); с двумя последними Хук репетировал вместе ещё с 1987 года, когда приобрёл свою собственную студию. Потом состав группы расширился до пяти человек.
Revenge играли эклектичный техно-рок, мало напоминающий New Order. Их единственный альбом «One True Passion» вышел в июне 1990 года. В его поддержку группа дала концерты в Европе и Америке. Предваривший альбом сингл «Pineapple Face» достиг 10-го места в американском танцевальном хит-параде. Мини-альбом «Gun World Porn», вышедший в январе 1992 года, стал последней студийной работой Revenge. Группа продолжала давать концерты до января 1993 года. Именно тогда New Order собрались вместе и отыграли несколько турне в поддержку своего нового альбома. Когда коллектив вновь распался, Хук намеревался продолжить работу в рамках Revenge, однако бывшие музыканты группы к тому времени потеряли к ней интерес. Из них лишь Дэвид Потс вошёл в новый проект Хука, который был назван Monaco, и звучание которого сместилось в сторону более мягкого гитарного саунда брит-попа того времени.

## Дискография

### Альбомы
| Год  | Название              | Примечания |
| ---- | --------------------- | --- |
| 1990 | One True Passion      | Студийный альбом |
| 1992 | Gun World Porn        | Студийный мини-альбом                                                                                                  |
| 2004 | One True Passion V2.0 | Расширенное издание первого альбома (2xCD), включающее мини-альбом «Gun World Porn», синглы, а также неизданные песни. |
| 2005 | No Pain No Gain       | Концертный альбом (запись 1991 года)                                                                                   |

### Синглы
| Год  | Название       | Примечания                      |
| ---- | -------------- | ------------------------------- |
| 1989 | 7 Reasons      |                                 |
| 1990 | Pineapple Face | С альбома «One True Passion»    |
| 1990 | Slave          | С альбома «One True Passion»    |
| 1992 | State of Shock | С мини-альбома «Gun World Porn» |